# Охенева Акуффо
Охенева Акуффо (англ. Ohenewa Akuffo; нар. 15 лютого 1979, Норт-Йорк (тепер район Торонто), провінція Онтаріо) — канадська борчиня вільного стилю, дворазова призерка чемпіонатів світу, золота медалістка Кубку світу, переможниця Панамериканського чемпіонату, двічі призерка Панамериканських ігор, чемпіон світу серед студентів, чемпіонка Ігор Співдружності, учасниця Олімпійських ігор.

## Спортивні результати на міжнародних змаганнях

### Виступи на Олімпіадах
| Змагання                    | Збірна | Вагова категорія          | Місце |
| --------------------------- | ------ | ------------------------- | ----- |
| Літні Олімпійські ігри 2008 | Канада | жіноча боротьба, до 72 кг | 10    |

### Виступи на Чемпіонатах світу
| Змагання                        | Збірна | Вагова категорія          | Місце  |
| ------------------------------- | ------ | ------------------------- | ------ |
| Чемпіонат світу з боротьби 1997 | Канада | жіноча боротьба, до 75 кг | 11     |
| Чемпіонат світу з боротьби 2001 | Канада | жіноча боротьба, до 75 кг | 10     |
| Чемпіонат світу з боротьби 2003 | Канада | жіноча боротьба, до 72 кг | 13     |
| Чемпіонат світу з боротьби 2005 | Канада | жіноча боротьба, до 72 кг | 7      |
| Чемпіонат світу з боротьби 2006 | Канада | жіноча боротьба, до 72 кг | 5      |
| Чемпіонат світу з боротьби 2007 | Канада | жіноча боротьба, до 72 кг | 22     |
| Чемпіонат світу з боротьби 2008 | Канада | жіноча боротьба, до 72 кг | Бронза |
| Чемпіонат світу з боротьби 2009 | Канада | жіноча боротьба, до 72 кг | 10     |
| Чемпіонат світу з боротьби 2010 | Канада | жіноча боротьба, до 72 кг | Срібло |
| Чемпіонат світу з боротьби 2011 | Канада | жіноча боротьба, до 72 кг | 17     |

### Виступи на Панамериканських чемпіонатах
| Змагання                                   | Збірна | Вагова категорія          | Місце  |
| ------------------------------------------ | ------ | ------------------------- | ------ |
| Панамериканський чемпіонат з боротьби 2002 | Канада | жіноча боротьба, до 72 кг | Золото |
| Панамериканський чемпіонат з боротьби 2003 | Канада | жіноча боротьба, до 72 кг | Срібло |
| Панамериканський чемпіонат з боротьби 2008 | Канада | жіноча боротьба, до 72 кг | Срібло |

### Виступи на Панамериканських іграх
| Змагання                  | Збірна | Вагова категорія          | Місце  |
| ------------------------- | ------ | ------------------------- | ------ |
| Панамериканські ігри 2003 | Канада | жіноча боротьба, до 72 кг | Срібло |
| Панамериканські ігри 2007 | Канада | жіноча боротьба, до 72 кг | Срібло |

### Виступи на Іграх Співдружності
| Змагання                | Збірна | Вагова категорія          | Місце  |
| ----------------------- | ------ | ------------------------- | ------ |
| Ігри Співдружності 2010 | Канада | жіноча боротьба, до 72 кг | Золото |

### Виступи на Панамериканських іграх
| Змагання                                        | Збірна | Вагова категорія          | Місце  |
| ----------------------------------------------- | ------ | ------------------------- | ------ |
| Чемпіонат світу з боротьби серед студентів 2005 | Канада | жіноча боротьба, до 72 кг | Золото |

### Виступи на Кубках світу
| Змагання                    | Збірна | Вагова категорія          | Місце  |
| --------------------------- | ------ | ------------------------- | ------ |
| Кубок світу з боротьби 2002 | Канада | жіноча боротьба, до 72 кг | Срібло |
| Кубок світу з боротьби 2004 | Канада | жіноча боротьба, до 72 кг | Срібло |
| Кубок світу з боротьби 2006 | Канада | жіноча боротьба, до 72 кг | Золото |
| Кубок світу з боротьби 2009 | Канада | жіноча боротьба, до 72 кг | 4      |
| Кубок світу з боротьби 2010 | Канада | жіноча боротьба, до 72 кг | 4      |

### Виступи на інших змаганнях
| Змагання                               | Збірна | Вагова категорія          | Місце  |
| -------------------------------------- | ------ | ------------------------- | ------ |
| Міжнародний меморіал Дейва Шульца 2002 | Канада | жіноча боротьба, до 72 кг | Золото |
| Гран-прі Німеччини з боротьби 2003     | Канада | жіноча боротьба, до 72 кг | Срібло |
| Austrian Ladies Open 2003              | Канада | жіноча боротьба, до 72 кг | 5      |
| Міжнародний меморіал Дейва Шульца 2004 | Канада | жіноча боротьба, до 72 кг | 4      |
| Austrian Ladies Open 2004              | Канада | жіноча боротьба, до 72 кг | 4      |
| Міжнародний меморіал Дейва Шульца 2005 | Канада | жіноча боротьба, до 72 кг | Золото |
| Klippan Lady Open 2005                 | Канада | жіноча боротьба, до 72 кг | Бронза |
| Austrian Ladies Open 2007              | Канада | жіноча боротьба, до 72 кг | Срібло |
| Золотий Гран-прі з боротьби 2009       | Канада | жіноча боротьба, до 72 кг | Бронза |
| Austrian Ladies Open 2011              | Канада | жіноча боротьба, до 72 кг | 7      |
| Міжнародний меморіал Дейва Шульца 2012 | Канада | жіноча боротьба, до 72 кг | Бронза |
| Турнір міста Сассарі 2012              | Канада | жіноча боротьба, до 72 кг | Золото |